# Kortwia-Abodom
 (janvier 2023).
Kortwia-Abodom est un village du district d'Amansie West, un district dans la région d'Ashanti au Ghana. 